# Abuta panurensis
Abuta panurensis är en tvåhjärtbladig växtart som beskrevs av August Wilhelm Eichler. Abuta panurensis ingår i släktet Abuta och familjen Menispermaceae. Inga underarter finns listade i Catalogue of Life.